# Gilles Descôteaux
Pour les articles homonymes, voir Descôteaux.
Gilles Descôteaux, né le 2 novembre 1948 à Grand-Mère (aujourd’hui fusionnée avec la ville de Shawinigan, comté Laviolette) est un acteur, chanteur, imitateur canadien.

## Biographie
Gilles Descôteaux est le troisième enfant d’une famille qui comportait huit enfants. Il est le fils de l’auteure Aurore Dessureault-Descôteaux et de Rosario Descôteaux.
À partir de 1965, il commence sa carrière en performant dans les spectacles annuels qui ont lieu au Séminaire Sainte-Marie de Shawinigan.  Lors de ces spectacles, il imite le personnel  du Séminaire, ses professeurs, ainsi que les chanteurs contemporains comme Félix Leclerc, Georges Brassens, Gilbert Bécaud, etc., et plusieurs personnalités politiques comme Pierre Elliott Trudeau, Robert Stanfield, Réal Caouette, etc.
En 1969, il se met à l'apprentissage de la guitare et il commence à faire de la musique en groupe avant de faire cavalier seul dans ses spectacles d'imitateur. En 1973, il est animateur de radio à la station CKSM 1220 où il présente les émissions du matin.
Il entreprend une carrière de chanteur en solo en 1977, délaissant en grande partie le côté imitateur. Accompagné de sa guitare, il parcourt  le Québec en chantant de festival en festival. Il interprète les chansons du soldat Lebrun, de Willie Lamothe – à qui il voue une grande  admiration-, de Johnny Cash, etc. Avec le temps, il compose ses propres chansons qu’il insère dans son répertoire : Ton enfant n’est pas le nôtre (aujourd’hui reprise par Julie Daraîche et devenue une chanson classique du country-western), Si tu ne crois pas aux anges, Je chante comme Willie - etc. 
Parallèlement à sa carrière de chanteur, Gilles Descôteaux est aussi acteur. De 1978 à 1982, on peut le voir régulièrement au petit écran, dans plus de 83 publicités où il se métamorphose en de multiples personnages.   Au théâtre, il joue dans des pièces comme : Du foin pour les Mongrain, Des clowns et des hommes, Un mensonge n'attend pas l'autre, etc. À la télévision, il est engagé, en 1984, dans la télésérie « Entre chien et loup » diffusée à TVA, télésérie où il interprète le rôle d’Arthur Grandmaison jusqu’à la fin de la diffusion de l’émission (en 1992).  Par le biais de ce personnage télévisé, il se fait connaître à travers la francophonie québécoise, dans les Maritimes et jusqu'en  Ontario.
De 1994 à 1996, il  participe à plusieurs reprises à l’émission Country Centre-Ville, animée par Renée Martel, . En 2001, il se produit lors du spectacle d'ouverture du Festival Western de St-Tite. 
Aujourd’hui, il continue sa carrière dans le milieu country et western. En 2010, il participe à l'émission « Pour l'amour du country », animée par Patrick Norman. Il  possède à son actif cinq albums country, plus d’une cinquantaine de chansons originales qui jouent régulièrement dans de nombreuses stations radiophoniques country du Québec.  Il est régulièrement invité à animer des soirées d'anniversaires de groupes de toutes sortes tels que: AFEAS, Âge d'or, Auxiliaires bénévoles, Chevaliers de Colomb, etc. De 2004 à aujourd'hui, il a composé plus de cinq cent vingt pièces instrumentales originales et une trentaine de chansons inédites. 

## Télévision
- 1974 : Une journée trop longue (Radio-Québec)

- 1984-1992 : Entre chien et loup (TVA)

- 1979-1983 : Quelques films documentaires (Radio-Québec).

## Discographie
- 1992 : Ton enfant n'est pas le nôtre
- 1994 : Qui serais-tu?
- 1997 : Si tu ne crois pas aux anges

- 2000 : Qu'es-tu devenu toi, l'amour ?

- 2003 : Le train de vie

## Récompenses
- 1994 : nomination pour l'album de l'année country-folk à l'ADISQ de Ton enfant n’est pas le nôtre[14].